# هنري هارولد بيتر بيكر
هنري هارولد بيتر بيكر هو سياسي كندي، ولد في 24 نوفمبر 1915، وتوفي في 4 مارس 2004. حزبياً، نشط في Saskatchewan New Democratic Party ‏. وقد انتخب عضو المجلس التشريعي من ساسكاتشوان.